# Movila Banului
Movila Banului je  obec v župě Buzău v Rumunsku. Žije zde přibližně 2 400 obyvatel. Součástí obce jsou i dvě okolní vesnice.

## Části obce
- Movila Banului – 1 169 obyvatel
- Cioranca – 220 obyvatel
- Limpeziș – 1 027 obyvatel